# ザ・ナイフ
ザ・ナイフ（The Knife）は、1999年結成のヨーテボリのエレクトロニック・ミュージック・デュオである。オロフ・ドレイヤー（Olof Dreijer）とカリン・ドレイヤー（Karin Dreijer Andersson）の兄妹から成る。これまでに合計4作のスタジオ・アルバムを発表している。
2001年、『The Knife』でアルバム・デビュー。続く2003年の『Deep Cuts』でバンドの知名度は世界的なものとなった。2006年の3作目『Silent Shout』でバンドの評価はさらに上昇し、ピッチフォーク・メディアは本作をこの年の年間ベスト・アルバム・ランキングで第1位とした。
2013年、7年ぶりとなる4作目『シェイキング・ザ・ハビチュアル』をリリース。全米最高52位、全英31位を獲得した。メタクリティックによると、43の音楽批評媒体から平均して100点満点中85点という高い評価を受けた。しかし、2014年秋のアルバムに伴うツアーを最後に解散している。

## ディスコグラフィ

### アルバム
- The Knife (2001年)
- Deep Cuts (2003年)
- Silent Shout (2006年)
- Tomorrow, in a Year (2010年) ※with Mt. Sims、Planningtorock
- 『シェイキング・ザ・ハビチュアル』 - Shaking the Habitual (2013年)